# フランソワ・アンリ・ド・モンモランシー (リュクサンブール公)
ピネー＝リュクサンブール公フランソワ・アンリ・ド・モンモランシー＝ブットヴィル（François-Henri de Montmorency-Bouteville, duc de Piney-Luxembourg, 1628年1月8日 - 1695年1月4日）は、フランス・ブルボン朝の貴族・軍人。遠縁に当たるコンデ公ルイ2世の薫陶を受けて成長し、後にコンデ公と並ぶ名将となった。

## 生涯

### コンデ公に従軍
モンモランシー家の分家筋に当たるフランソワ・ド・モンモランシー＝ブットヴィルの子として生まれた。モンモランシー公アンヌ・ド・モンモランシーは15世紀に分かれた家系の出身で、子孫であるシャルロット＝マルグリット・ド・モンモランシーと息子のコンデ公ルイ2世は同族に当たる。また、テュレンヌ子爵も母方を通してアンヌの曾孫に当たるため、テュレンヌとも遠縁に当たる。
父は決闘禁止令に背いて度々決闘を繰り返した罪でフランソワが生まれる半年前の1627年6月22日に処刑、フランソワはシャルロットに引き取られ、アンギャン公（後のコンデ公）と共に養育された。やがてフランス軍に入隊、コンデ公の下で軍務を積み重ねていった。
三十年戦争中にコンデ公がスペイン領ネーデルラント方面司令官に任命されると1643年のロクロワの戦いに参加、コンデ公の神聖ローマ帝国方面への遠征にも従い1644年のフライブルクの戦い、1645年のネルトリンゲンの戦いにも加わった。コンデ公がネーデルラントへ戻ると従軍、1646年のダンケルク包囲、1648年のランスの戦いにも参戦した。フロンドの乱でコンデ公がフランス王ルイ14世に反逆した時も行動を共にした結果ネーデルラントへ亡命、1653年からのフランス・スペイン戦争ではスペイン軍に所属してフランス軍を率いるテュレンヌと戦った。
1659年にピレネー条約が結ばれてコンデ公と共に赦免されるとフランスへ帰国、1661年にルクセンブルク家の血を引くピネー＝リュクサンブール公爵夫人マドレーヌ・ド・クレルモン＝トネールと結婚、フランス王国爵位貴族（Pairie de France）に選ばれピネー＝リュクサンブール公に叙任された。ネーデルラント継承戦争が起こると1668年のコンデ公のフランシュ＝コンテ平定に従い制圧、1672年のオランダ侵略戦争でフランス軍指揮官となりミュンスター司教・ケルン選帝侯と共にケルンからオランダへ侵攻、オーファーアイセル州を制圧した。

### ウィレム3世との対決
オランダが堤防を決壊して洪水線を広げ、オランダ総督ウィレム3世（後のイングランド王ウィリアム3世）が神聖ローマ帝国諸侯・スペインと結んで徹底抗戦の構えを見せると戦線は停滞、ドイツ戦線へ送られたテュレンヌに代わってユトレヒト州のフランス軍を指揮することになった。冬になって水路が凍った時を狙いユトレヒト州から東進してホラント州制圧を図ったが、氷が予想より早く溶けたため撤退、翌1673年にウィレム3世の北上を防げずナールデンを奪われ、続くウィレム3世のドイツ南下にも対応が取れず、ボンを奪取した影響でオランダから撤退した。
1674年にネーデルラント方面担当となり、コンデ公と共にスネッフの戦いでウィレム3世を撃破、翌1675年にフランス元帥に任命された。1676年にコンデ公の後任としてライン川戦線を守備、1677年に再びネーデルラントへ戻されオルレアン公フィリップ1世（ルイ14世の弟）とヴァランシエンヌを落とし、続いてサントメールの包囲に取り掛かった時、救援に来たウィレム3世と交戦、カッセルの戦いで勝利してサントメールも落とした。1678年のサン＝ドニの戦いにも勝利、ナイメーヘンの和約で終戦となると、ウィレム3世と会見した後に撤兵した。
オランダ侵略戦争でたびたびウィレム3世を破ったことから評判が高まったが、終戦後は宮廷のスキャンダルに巻き込まれ、ラ・ヴォアザンが起こした黒ミサ事件に関与したとして1679年にバスティーユ牢獄へ投獄され、翌1680年に釈放されたがしばらく活躍の場は無かった。陸軍大臣ルーヴォワとの対立が原因といわれているが、作り話ともされている。

### 大同盟戦争
1688年に勃発した大同盟戦争では出番が無かったが、1690年にネーデルラント方面軍を率いていたユミエール公と交代、オランダ軍を率いるヴァルデック侯ゲオルク・フリードリヒが南下してドイツ方面の味方と合流する動きを見せると、強行軍で先回りしてヴァルデックと対峙、フルーリュスの戦いで大勝してドイツ軍との合流を阻止した。翌1691年にイングランド王ウィリアム3世となったウィレム3世がイングランドから大陸に上陸、再びウィリアム3世と対峙した。
1691年の戦役はブーフレールのモンス包囲の援護、ハレの奪取以外に動きは無かったが、1692年にナミュールを包囲・陥落させると（第一次ナミュール包囲戦）、西へ移動してハレ近郊でウィリアム3世と交戦した（ステーンケルケの戦い）。戦いに勝利したが被害が大きく冬営に入り、1693年になると東進してリエージュを狙い、途中のユイを落とすと北上してウィリアム3世を撃破（ネールウィンデンの戦い）、西へ戻りシャルルロワを落としてサンブル川全域、ユイまでのマース川流域を確保した。
1694年は互いに行軍を繰り返しただけで進展の無いまま帰国、翌1695年にヴェルサイユで66歳で死去。長男のシャルル・フレデリックが爵位を継き、ネーデルラント戦線はヴィルロワ公が引き継いだ。シャルル・フレデリックは1689年にモンモランシー公爵位も継承、子孫はモンモランシー公爵家として続いた。

## 人物
生涯の前半をコンデ公と共に軍人として成長してきたため、オランダ侵略戦争と大同盟戦争で軍略を発揮、ウィリアム3世率いる同盟軍に勝利を重ね、多くの都市を陥落させて名声を上げた。特にステーンケルケの戦いでは不利な地形で奇襲を受けながら3度反撃して勝利、フランスの凱旋で民衆から歓迎され兵士からも信頼された。しかし、戦闘の度に多数の死傷者が出た影響で思うように進展せず、オランダを始めとする同盟国に包囲された状態が続いていたため、連勝を重ねたとはいえ戦略ではウィリアム3世に及ばず、オランダ侵略戦争では一度占領したオランダから撤退、大同盟戦争でも同盟軍の相次ぐ増援で苦戦を強いられた。
黒ミサ事件では奪われた書類を取り戻そうとした執事が巻き込まれたトラブルが原因で、殺人を依頼したとして告発され捕らえられたが、裁判で原告と対決して堂々と無実を主張、確実な証拠が無かったこともあり長期間拘留された末に釈放された。この事件で狭い牢獄に入れられたり裁判が5週間も中止されたことは不仲だったルーヴォワの差し金ではないかといわれている。
ヴォルテールは著書『ルイ十四世の世紀』でリュクサンブールをコンデ公と似通っていると指摘、「リュクサンブールは公爵で元帥、大コンデに戦術を学んだが、性質の面でもこれに似たところが少なくない。蓋世の気迫、神速な仕事ぶり、鋭い識別力、知識欲に燃えながら、茫漠としてやや散漫な頭脳、濡れ事が好きで、風采は上がらず顔立ちもあまり芳しくないのに、年中恋をし、時には親身に慕われることさえある。様々な点で、賢者というより英雄の名にふさわしい人物だ」と評している。

## 子女
シャルル・アンリ・ド・クレルモンとピネー＝リュクサンブール女公マルグリット（ルクセンブルク＝リニー家）の間の娘マドレーヌ・ド・クレルモン＝トネールと結婚し、以下の子女をもうけた。
1. シャルル・フレデリック（1662年 - 1726年） - ピネー＝リュクサンブール公、モンモランシー公
2. ピエール・アンリ（1663年 - 1700年）
3. ポール・シギスモンド（1664年 - 1731年） - シャティヨン公ガスパール4世・ド・コリニー夫人であった叔母エリザベート・アンジェリクを通してシャティヨン公位を相続
4. アンジェリク・クネグンデ（1666年 - 1736年） - ルイ・アンリ・ド・ブルボン（ソワソン伯ルイの庶子）と結婚
5. クリスチャン・ルイ（1675年 - 1746年） - フランス元帥